# Horácio Gonçalves
Horácio José Paredes Mota Gonçalves, noto semplicemente come Horácio Gonçalves (Guimarães, 15 dicembre 1962), è un allenatore di calcio ed ex calciatore portoghese, di ruolo attaccante, tecnico del Costa do Sol.